# 新開地車站
新開地車站（日语：／ Shin-kaichi eki */?）是位於日本兵庫縣神戶市兵庫區新開地，屬於阪神電氣鐵道的鐵路車站。阪神與阪急的車站編號為HS 36，神戶電鐵則為KB 01。

## 簡介
此車站在啟用時原本是神戶高速鐵道所擁有的兩條全地下铁道路線——東西線（後改制更名成阪神神戶高速線）與南北線（後改制更名成神戶電鐵神戶高速線）——的分歧點，也是南北線的起站，由於神戶高速鐵路原本就是阪神電氣鐵道（阪神）、阪急電鐵（阪急）、山陽電氣鐵道（山陽）與神戶電鐵（神鐵）等四家鐵路公司與神戶市政府合股設立的鐵路公司，因此與各社之間皆有直通運行的合作關係，可視為是四家鐵路系統的匯集點，也是神戶市中心最重要的交通轉運站之一。2003年（平成15年），入選近畿車站百選（第四回）。
值得一提的是，停靠此站、由3家不同業者經營的3條路線均被稱作「神戶高速線」。
神戶市營地下鐵西神·山手線的湊川公園站與此站可站外轉乘，步行距離約400公尺。

## 車站

### 阪神、阪急月台配置
島式月台2面3線的地底車站。上行月台與下行月台夾着2、3號月台共有軌道的1線（阪急線特急等的折返列車使用），月台有4個。月台有效長除1號月台（6節編組）外均為8節編組。
| 月台          | 路線       | 方向 | 目的地 |
| ------------- | ---------- | ---- | --- |
| 1             | 神戶高速線 | 上行 | 往 阪神神戶三宮、尼崎、大阪梅田、難波、奈良、寶塚、京都 （主要山陽須磨方向）                                              |
| 2（此站折返） | 神戶高速線 | 上行 | 往 阪急神戶三宮、尼崎、大阪梅田、難波、奈良、寶塚、京都（主要為此站折返阪急線，周六、假日的早上阪神難波線直通的快速急行） |
| 3             | 神戶高速線 | 下行 | 往 明石、姬路（原則上是作為以本站為終點的列車之下車用）                                                                   |
| 4             | 神戶高速線 | 下行 | 往 明石、姬路 |

### 神戶電鐵月台配置
港灣式月台2面3線的地底車站。中央的1線由2、3號月台共用，月台共有4個月台存在。月台有效長為6節編組。
| 月台 | 直通路線     | 目的地                   |
| ---- | ------------ | ------------------------ |
| 1、2 | 有馬、三田線 | 谷上、有馬溫泉、三田方向 |
| 3・4 | 粟生線       | 三木、小野、粟生方向     |

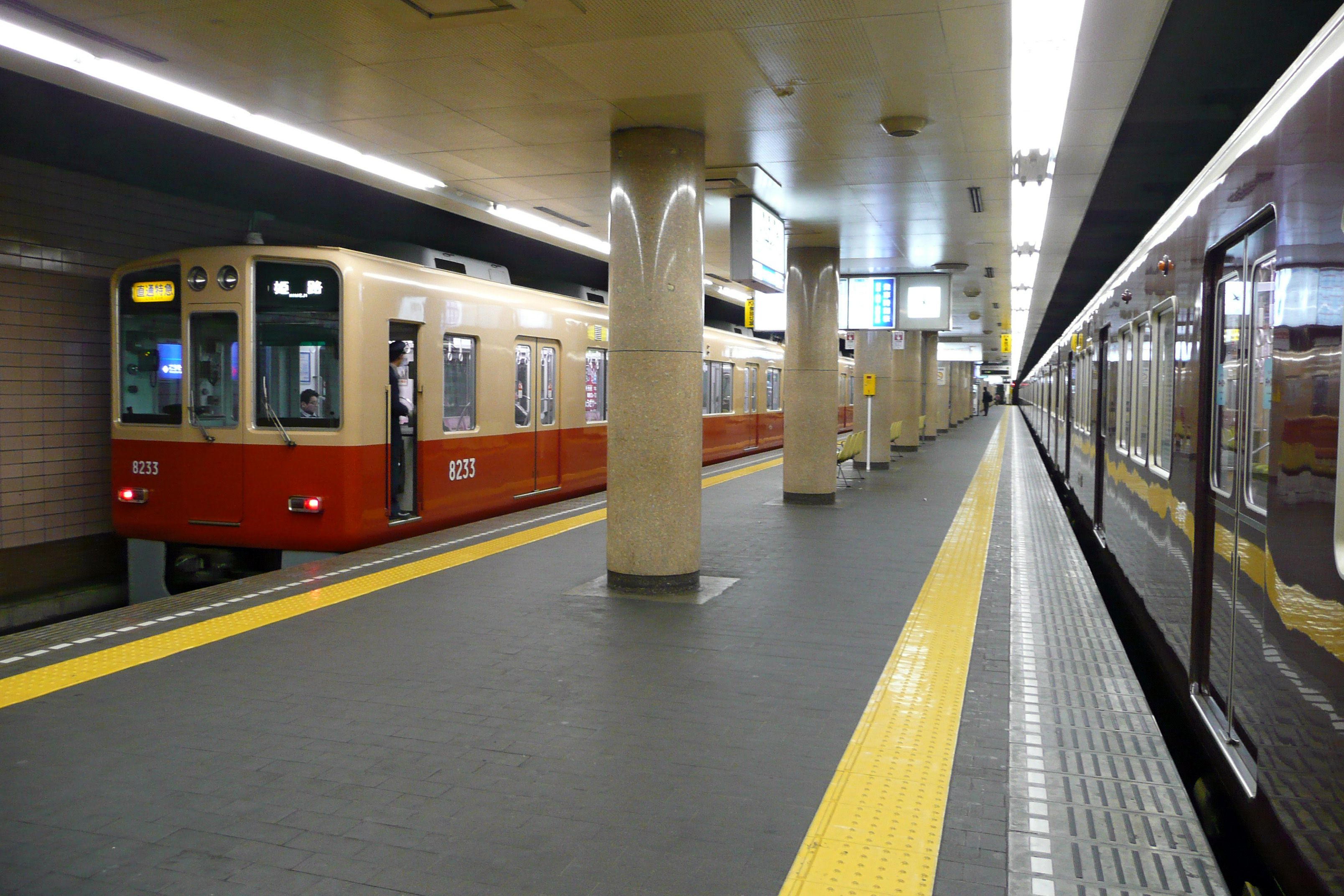
阪神・阪急月台
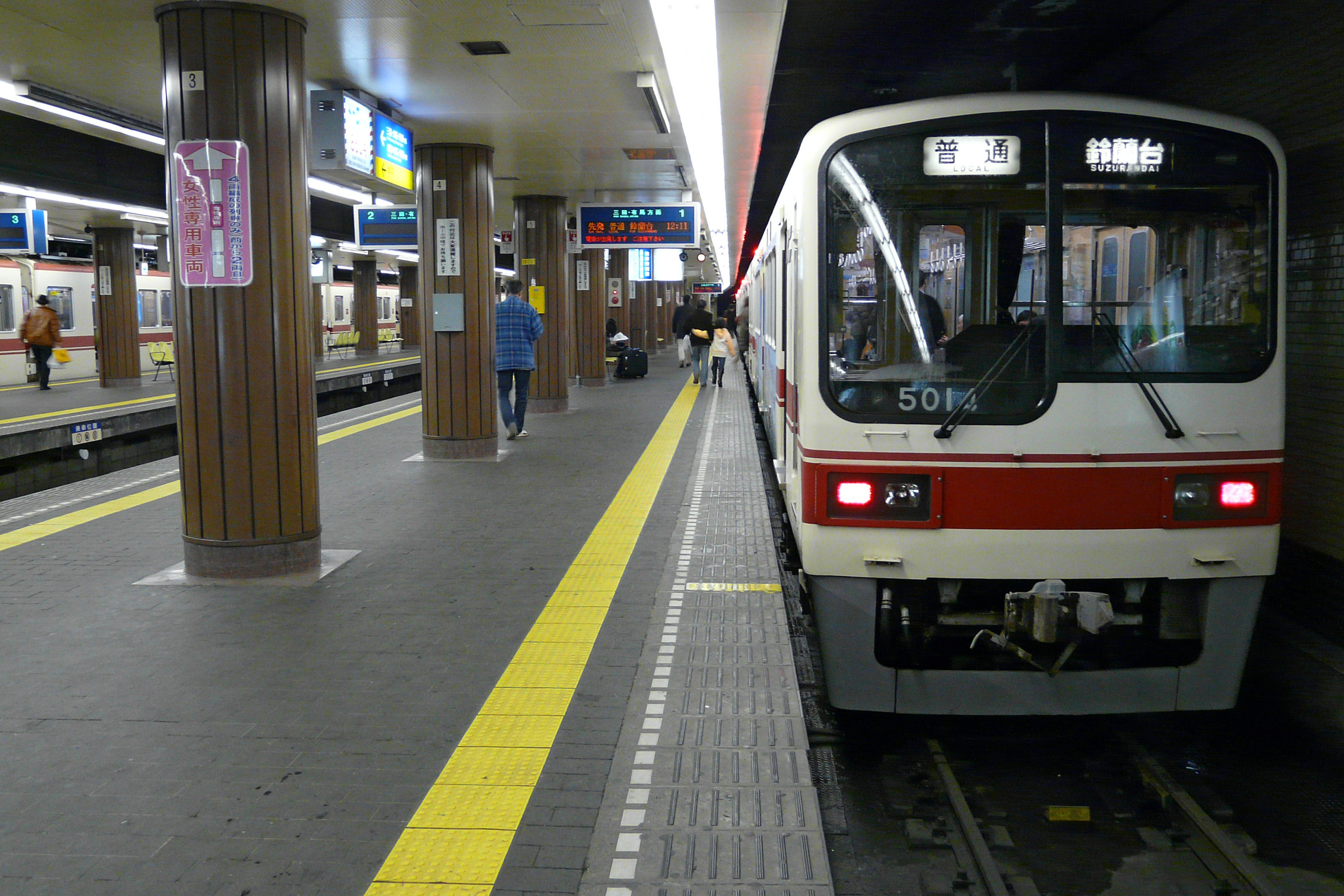
神鐵月台
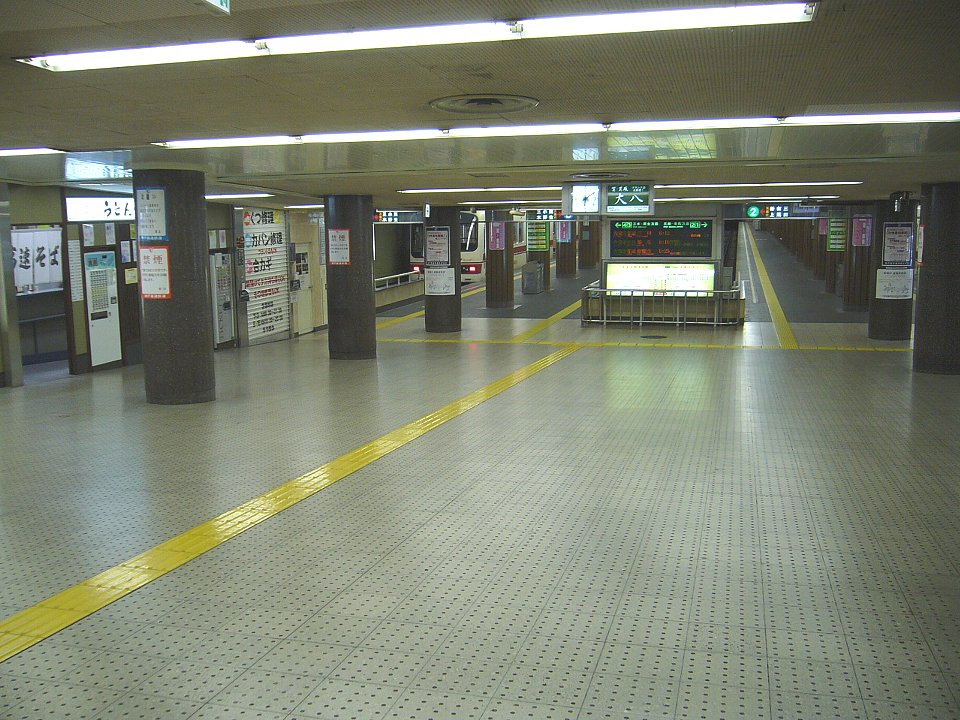
神鐵大堂
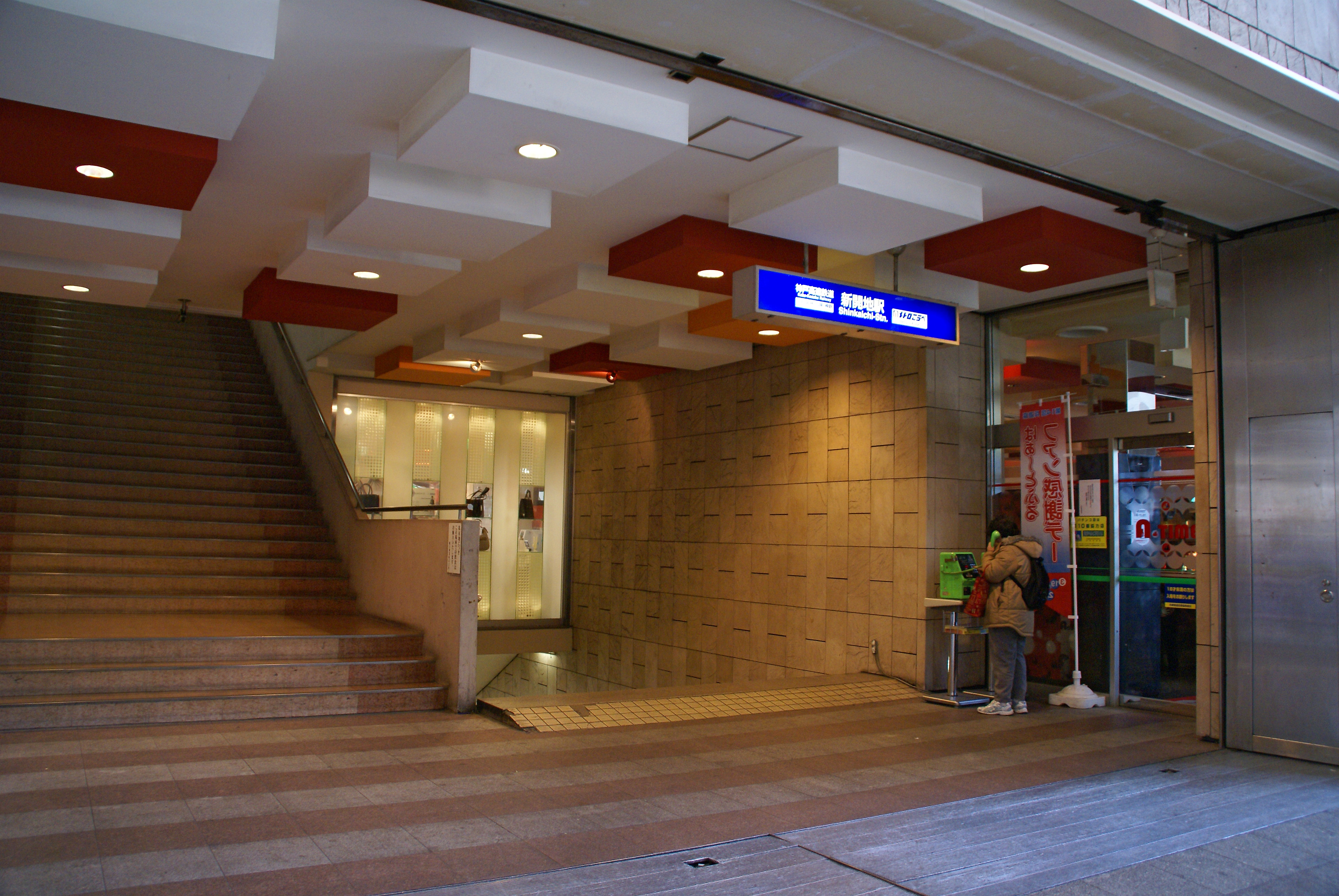
出入口

## 使用狀況
近年1日平均上車人次如下表。
| 年度               | 神戶高速鐵道    |
| 年度               | 1日平均上車人次 |
| ------------------ | --------------- |
| 2007年（平成19年） | 14,705          |
| 2008年（平成20年） | 14,173          |
| 2009年（平成21年） | 14,121          |
| 2010年（平成22年） | 13,904          |
| 2011年（平成23年） | 14,052          |
| 2012年（平成24年） | 14,405          |
| 2013年（平成25年） | 14,635          |
| 2014年（平成26年） | 14,589          |
| 2015年（平成27年） | 14,705          |
| 2016年（平成28年） | 14,690          |
| 2017年（平成29年） | 14,690          |
| 2018年（平成30年） | 14,797          |
| 2019年（令和元年） | 14,902          |

## 車站周邊

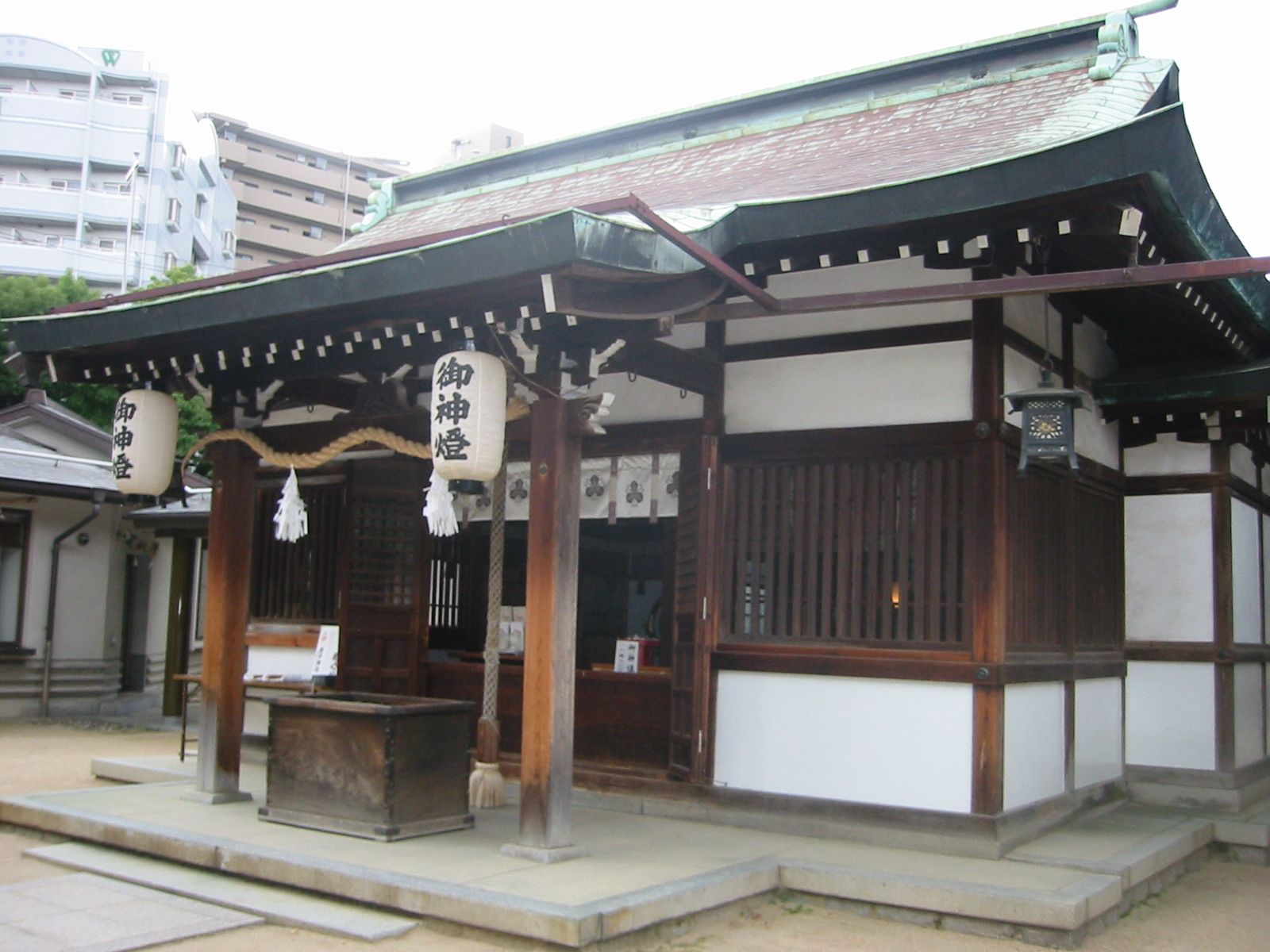
柳原蛭子神社

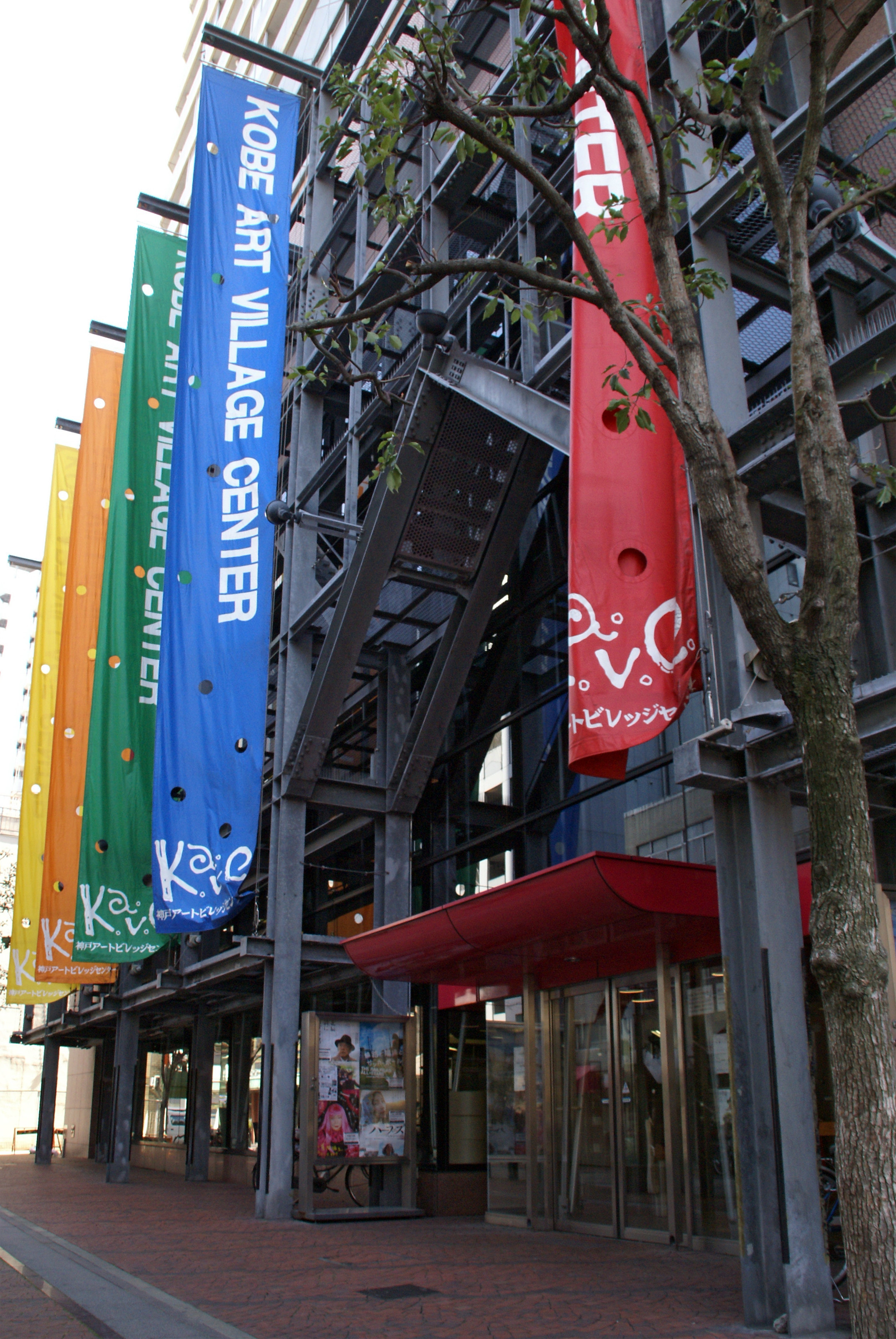
神戶Art Village Center

車站東口的國道28號上南北兩側設有計程車招呼所。
- 湊川公園
- 湊町公園
- 柳原蛭子神社
- 福海寺（柳原大黒天）
- 神戶藝術村中心
- 兵庫警察署
- Metro Kobe地下街
- Palcinema Shinkouen - 電影院
- 神鐵大樓
  - 神鐵食彩館
- 文明堂神戶店
- 神戶市立兵庫大開小學校
- 神戶市立兵庫中學校
  - 北分校（夜間中學校）
- 兵庫郵局
  - 郵貯銀行 兵庫店
- 三菱UFJ銀行 兵庫分行
- 三井住友銀行 兵庫分行
- 神戶信用金庫 中央分行

## 相鄰車站
阪神電氣鐵道
 神戶高速線（阪神元町、西代方向）
■直通特急（A直特）
高速神戶（HS 35）－新開地（HS 36）－高速長田（HS 38）
■直通特急（B直特）・■S特急・■特急・■■普通
高速神戶（HS 35）－新開地（HS 36）－大開（HS 37）
■快速急行（此站折返兼始發周六、假日只限3班上行運行）
高速神戶（HS 35） ← 新開地（HS 36）
- A直通特急類別幕被指定為紅色，阪神神戶三宮－板宿只停靠元町站、高速神戶站、此站、高速長田站。
- B直通特急類別幕被指定為黃色，阪神神戶三宮－板宿為各站停車。

阪急電鐵（此站折返）
 神戶高速線（阪急神戶三宮方向）
■特急、■通勤特急、■快速急行、■急行、■通勤急行、■普通（急行只限到站列車）
高速神戶（HS 35）－新開地（HS 36）
神戶電鐵
 神戶高速線
■特快速（只限到站列車）、■快速、■急行、■準急、■普通
新開地（KB01）－湊川（KB02）

## 外部連結
- 新開地（路線圖、車站資訊） - 阪神電氣鐵道